# جو باكسي
جو باكسي (بالإنجليزية: Joe Baksi) كان ملاكم محترف أمريكي صنّف ضمن فئة الوزن الثقيل.

## إحصائيات
خاض خلال مسيرته 72 نزالا، فاز في 60 وتعادل في 3 وخسر في 9. فاز بالضربة القاضية في 29 نزالا.

## روابط خارجية
- جو باكسي على موقع بوكس ريك (الإنجليزية) (registration required)